# Première prévision réussie de tornade le 25 mars 1948
La première prévision réussie de tornade date du 25 mars 1948. En l’espace de cinq jours, la base aérienne de Tinker, juste à l’est d’Oklahoma City aux États-Unis, fut frappée par deux tornades, un fait extrêmement rare. La première de celles-ci fit 10 millions USD de dégâts, la somme totale la plus élevée à cette date en Oklahoma. L’étude des conditions ayant conduit à cette tornade a permis aux officiers météo Ernest J. Fawbush et Robert C. Miller de mettre en pratique des études récentes sur le sujet et d’émettre un avertissement de tornade le 25 mars, quelques heures avant l’arrivée d’une seconde tornade à 18 h locales.
Ce succès, ajouté au soutien moral du commandant de la base, poussa les deux militaires à poursuivre leurs prévisions dans ce domaine, ce qui eut des répercussions importantes sur la prévision des orages violents aux États-Unis et dans le monde.

## Tornade du 20 mars
Le 20 mars 1948, le capitaine Miller et un sous-officier météo, deux nouveaux au bureau météo de la base, étaient de quart. Après analyse des cartes pointant les données des stations météorologiques de surface et celles des radiosondages, ils conclurent qu’aucun orage ne menaçait la région et qu’il y avait seulement la possibilité de rafales de vent à 70 km/h. Miller émit donc un bulletin pour le service des opérations de la base ne mentionnant que la possibilité de forts vents pour la soirée.
Ils n’avaient cependant pas remarqué que les cartes reçues de l'US Weather Bureau de Washington par voie de télécopie, plaçait la zone d’humidité disponible de façon erronée. Dès 21 h locales, les stations météorologiques à l’ouest de la base commencèrent à signaler des orages et le détecteur de foudre notait des éclairs à seulement 30 km au sud-ouest. Leur radar, un vieux AN/APQ-13 rescapé d’un bombardier B-29 Superfortress et transformé en radar météorologique, montrait des échos importants se déplaçant rapidement vers la base.
Le temps que le sous-officier tape une alerte à l’orage violent, il était déjà trop tard pour que les avions puissent être tous attachés au sol et que la base soit sécurisée. À 21 h 52, une ligne de grain traversa l’aéroport civil Will Rodgers à 7 milles (11 km) au sud-ouest de la base. Le rapport météorologique mentionnait des rafales à 148 km/h et une tornade au sud se dirigeant vers le nord-est.
À 22 h, la tornade très bien formée commença à traverser la base du sud-ouest vers le nord-est. Les fenêtres de la tour de contrôle volèrent en éclats et les bâtiments opérationnels furent gravement endommagés. De nombreux avions subirent des dégâts, dont deux B29 détruits, quinze P-47 Thunderbolt et dix-sept C-54 Skymaster, durant les quelques minutes que dura la tornade. Son nuage en entonnoir disparu en quittant la base laissant derrière lui 10 237 000 USD de dommages et seulement quelques blessures mineures,.
Selon la revue Monthly Weather Review de l’American Meteorological Society, de la grosse grêle a aussi été signalée près et autour de Cloud Chief, comté de Washita, en Oklahoma, vers 20 h locales (130 km à l'ouest-sud-ouest de Tinker).

## Analyse de l’événement
Dans son livre The Unfriendly Sky, Miller décrit comment le major Fawbush et lui-même ont été convoqués le lendemain devant un comité de généraux spécialement envoyés de Washington pour enquêter sur la tornade du 20 mars. Il s’attendait à être réprimandé pour sa mauvaise prévision et peut être même renvoyé de l’armée. Fawbush, en tant que chef du bureau, prit la parole et décrit la situation météorologique et la difficulté à prévoir le développement d’une tornade sans mentionner l’erreur d’analyse de la carte envoyé par l’US Weather Bureau, ce qui aurait pu — à ses yeux — être une échappatoire facile. Il mentionna également que même l’US Weather Bureau n’envoyait pas d’alerte de tornade tellement les techniques de prévision était aléatoires à ce sujet.
Le comité fut convaincu et prit la décision à l’unanimité que Miller ne pouvait pas être blâmé pour un « Acte de Dieu ». Il recommanda plus de recherches dans ce domaine et conseilla aux commandants des bases de l’USAAF de développer un plan d’urgence pour minimiser les dommages et pertes de vie en cas d’apparition d’orages violents dans leur secteur. Le général Fred S. Borum, commandant de Tinker, chargea Fawbush, ainsi que d’autres, de s'intéresser à l’étude de ce cas pour essayer d’en dégager une technique de prévision efficace. Miller se porta aussitôt volontaire pour l’aider après que son intérêt fut très fortement piqué au vif par son expérience de la veille.
Pour le rapport d'enquête ils rapprochent les conditions météorologiques de ce jour-là de celles d'une autre tornade importante de 1947 en Oklahoma. Ils découvrent des similarités dans les conditions thermodynamiques de la masse d'air et la configuration de la circulation atmosphérique. Plusieurs points en ressortent :
- d’abord, une dépression météorologique passait sur le Centre-Ouest des Grandes Plaines américaines et un front de point de rosée s’étirait entre le Texas et le Centre de l’Oklahoma laissant Tinker dans de l’air très sec en début de journée. Cependant le front se retira vers le nord-ouest en après-midi, grâce à une circulation d’air humide venant du golfe du Mexique ;

- en même temps, un front froid venant du Pacifique traversait les montagnes Rocheuses et amenait de l’air plus froid en altitude. Le cœur d’un courant-jet en altitude était présent sur le Nord-Ouest de l’Oklahoma et des zones de mouvement vertical (appelées ondes courtes) passaient dans la circulation atmosphérique. Aux bas et moyen niveaux de la troposphère, il y avait un changement dans la direction des vents au passage du front froid, permettant d’initier une rotation.

Donc de l’air froid et sec se mettait à surplomber de l’air chaud et humide sur l’Oklahoma, rendant l’air instable. En même temps, une zone d’ascendance permet d’accélérer le mouvement vertical de toute particule entrant en convection et un changement des vents donne une rotation à l’air dans l’orage.
Les deux météorologues connaissaient aussi les travaux des chercheurs Albert K. Showalter et J. R. Fulks dans le domaine des orages violents, ainsi que ceux du météorologue de l’US Weather Bureau J. R. Lloyd. Leur analyse confirma les hypothèses de ces derniers. Miller et Fawbush commencent alors à analyser le temps les jours suivants en recherchant ces indicateurs.

## Tornade du 25 mars

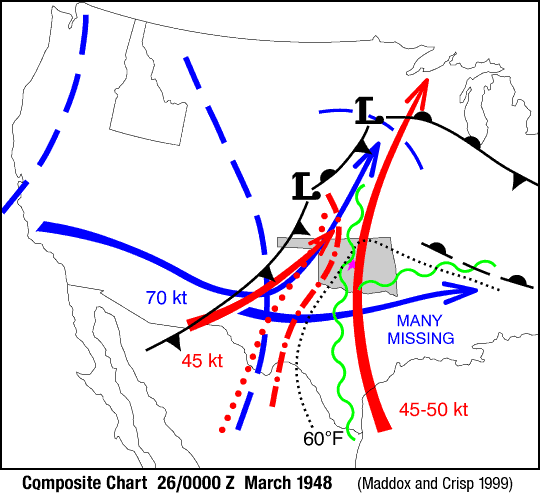
Reproduction des données de la première prévision de tornade avec succès le 26 mars 1948 à 00 h TU. On voit les éléments favorables au déclenchement d'orages :
1) courant-jet d'altitude (flèches bleues) ;
2) courant-jet de bas niveau (flèches rouges) ;
3) creux barométrique d'altitude (tirets bleus) ;
4) fronts et dépressions (noirs) ;
5) langue d’humidité (zigzags verts) ;
6) maximum de température à 850 hPa (ligne de points rouges) ;
7) ligne d'orages (ligne tiretée avec points en rouge).

Le 25 mars 1948, des conditions similaires se retrouvent encore une fois dans la région de Tinker. Miller et Fawbush sont certains de la possibilité de tornade vers 17 ou 18 h locales mais hésitent car jamais un tel phénomène n'a été prévu avec succès et même l’US Weather Bureau a comme politique de ne pas envoyer d’alerte météorologique de tornade, seulement des alertes d’orages violents.
Mis au courant du risque et du sérieux de leur analyse, le général Borum commandant de la base de Tinker leur rendit visite le matin. Il venait de finaliser le plan d'urgence en cas de tornade demandé par le comité et voulait savoir s'il devait le déclencher. Après une courte discussion, il leur demande d'émettre au moins une veille d'orages violents.
À mesure que la journée progressait, les rapports météorologiques montrèrent que les éléments essentiels de leur analyse se mettaient de plus en plus en place. Les choses se déroulaient cependant plus rapidement que le 20 mars et les premiers cumulus et cumulonimbus apparurent vers 13 h 30 au Texas et en Oklahoma. Le premier orage pointa le nez à l'écran radar à peine 22 minutes plus tard, à 160 km au sud-ouest de la base. Ces derniers s'organisèrent rapidement en ligne orageuse et à 14 h 30, Miller et Fawbush estimèrent que cette dernière passerait sur Tinker vers 18 h. Borum de retour dans leur bureau les encouragea à prendre la décision difficile et d'envoyer une veille de tornade qui permettra à la base de déclencher le plan d'urgence,.
À mesure que la ligne orageuse traversait la région à l'ouest de la base, aucun rapport de mauvais temps ne parvenait aux deux météorologues. Arrivant à la fin de son quart de travail, Miller retourna à la maison espérant qu'il y aurait au moins un signalement de grêle ou de vents violents près de la base avec ces orages, ce qui rendrait moins sévère le jugement de ses supérieurs quant à leur initiative. Quand l'orage passa sur sa demeure, il y avait beaucoup de pluie mais les vents restaient faibles. Il entendit cependant à la radio une bribe de phrase parlant de tornade destructrice et de la base de Tinker. Ne pouvant joindre son bureau par téléphone, il décida d'y retourner.
En arrivant à la base, il se trouva devant des débris un peu partout et Fawbush, resté au bureau et survolté, lui décrivit les événements. À 18 h, la ligne orageuse entra sur le sud-ouest de la base. Deux des orages se joignirent et une rotation en sens antihoraire est devenue visible à la jonction des deux nuages. Soudainement un large entonnoir nuageux se forma sous leur base, tourbillonnant rapidement. Au même moment un vieux bombardier B-29 commença à flotter vers l'entonnoir et fut désintégré deux secondes plus tard. L'entonnoir toucha ensuite le sol et suivi une trajectoire très semblable à celle de la tornade du 20 mars. Trois ou quatre minutes plus tard, la tornade se dissipa, n'ayant provoqué que 6 millions USD de dommages (4 de moins que le 20 mars) et ne blessant personne grâce au plan d'urgence du général Borum.
Cet événement météorologique était beaucoup plus étendu que celui du 20 mars, comme Miller l'apprendra plus tard. Selon le Monthly Weather Review, d'autres lignes orageuses se sont formées ce soir-là et ont donné des tornades, des pluies torrentielles et des dommages par les vents :
- tornades à Zena (21 h) et Boyton (21 h 45) en Oklahoma ;
- famille de tornades sur une trajectoire de 160 km de longueur et jusqu'à 3 km de largeur dans les comtés de Hughes, McIntosh, Muskogee et Sequoyah en Oklahoma (de 20 h 30 à 23 h 30), tuant 13 personnes, en blessant 44 et faisant pour moins d'un million USD de dommages (dont une F4 qui a fait 10 morts à Lenna dans le comté de McIntosh[5]) ;
- tornades dans les comtés de Crawford et Washington en Arkansas (vers minuit).

La nouvelle de cette première alerte de tornade exacte s'est rapidement répandue et a rendu les deux prévisionnistes célèbres.

## Centres de prévision du temps violent
Cet événement fut le déclencheur de la mise sur pied d’un vaste réseau de recherche et prévision des orages violents aux États-Unis. Fawbush et Miller reçurent rapidement le mandat de prédire la possibilité de tornades dans tout le centre des États-Unis pour l’US Air Force (qui remplaça la USAAF en 1947). Ils furent chargés trois ans plus tard d’un centre de prévision du temps violent, le Severe Weather Warning Center (SWWC), pour toutes les bases militaires des États-Unis du continent. Malgré les résultats probants des méthodes de Miller et Fawbush (102 tornades rapportées sur 156 alertes en 1951), le US Weather Bureau continua longtemps d’émettre des alertes d'orages violents mais pas de tornades sur les mêmes secteurs que le SWWC, considérant que la technique n'était pas assez scientifique. Malgré tout, le Weather Bureau de Kansas City utilisa parfois les alertes du SWWC pour son secteur sans mentionner la provenance ce qui provoqua la colère de Miller et causa chez lui une profonde aversion envers le Bureau.
Ces résultats se répandant dans la population, le gouvernement créa malgré tout en mars 1952 un organisme expérimental inter-armes et civil (le Weather Bureau Army Navy ou WBAN) pour la prévision des orages violents à la population en général. Le 17, les prévisionnistes de ce centre émirent leur premier bulletin de prévision mentionnant la possibilité de tornade et le 22 mai, le WABN devint officiel sous le nom de Weather Bureau Severe Weather Unit (SWU). Ce centre changera de nom pour Severe Local Storms (SELS) en 1953 et est maintenant connu comme le Storm Prediction Center.
À la suite de la publication des recherches et de la mise sur pied de ces centres de prévision, les connaissances sur la prévision des orages violents et des tornades se répandra mondialement.